# Жижемські
Жижемські (біл. Жыжэмскія, пол. Żyżemski) — білоруський великокняжий рід, старша лінія князів Смоленських, нащадки Гліба Святославича, одного з останніх смоленських князів.

## Історія роду
Княжий рід Жижемських користувався гербом «Жижемський». Геральдичну символіку якого також зустрічаємо в родів Курбських і Одоєвських

### Передісторія роду
Великий князь Смоленський Святослав Іванович у 1386 р. напав на Велике Князівство Литовське й обложив Мстиславль. У битві на річці Віхрі того ж року війська Святослава були розбиті Гедиміновичами, сам великий князь загинув, а його два сини Гліб Святославич та Юрій Святославич потрапили до полону. Молодший брат Юрій Святославович був поставлений Великим князем Смоленським, а старший, Гліб Святославович, став заручником у Великому князівстві Литовському.
Близько 1392 р. Гліб Святославович повернув собі престол Великого князівства Смоленського. При взятті м. Смоленська 23 вересня 1395 р. Великим князем Литовським Вітовтом, Великий князь Гліб Святославович знову потрапив у полон. Велике Князівство Смоленське приєднано було до Великого Князівства Литовського. У 1396 р. Гліб Святославович разом із двома своїм синами Дмитром Глібовичем й Іваном Глібовичем був відправлений (депортований) у Велике князівство Литовське, де отримав у спадок містечко Полонне. І у складі військ Великого князівства Литовського загинув у битві на Ворсклі 12 серпня 1399 р. 
У 1433 р. його син князь Дмитро Глібович отримав від Великого князя Володислава II Ягайла маєток Жижма на річці Жижмі у Великому князівстві Литовському (у Лідському повіті). Князь Дмитро Глібович мав синів князів Івана Дмитровича на прізвисько «Манько» (чи «Манч» або «Мал») та Івана Дмитровича на прізвисько «Шах». Перший з цих князь Смоленський Іван Дмитрович «Манько» прийняв прізвище Жижемський та отримав маєток Бобрики в Мінському повіті. Другий з князів, Іван Дмитрович «Шах», став родоначальником роду князів Шаховичів.
Сином князя Гліба Святославовича Смоленського був князь Дмитро Глібович Смоленський (XVIII коліно від Рюрика у родоводі). У свою чергу, син Дмитра Глібовича, Іван на прізвисько «Манько» (XIX коліно від Рюрика у родоводі) мав двох синів (XX коліно від Рюрика у родоводі): Михайла Івановича та Івана Івановича. Іван Дмитрович «Манько» свого часу був узятий в полон під час взяття Вітовтом м. Смоленськ (у 1404 р.) і відвезений до Литви.
Іван Іванович емігрував до Московії. Від нього походить рід князів Соломирецьких (це відгалуження родоводу згасло у 1641 р.). Князь Михайло Іванович отримав у вотчину маєток Жижма на річці Жижмі у Великому князівстві Литовському (у Лідському повіті). Михайло Іванович мав синів (XXI коліно від Рюрика): Дмитра, Данила, Василя, Тимофія та Богдана. Із них — у Дмитра був син Олександр (†1552 р.), у Данила був син Семен, у Василя був син Михайло. У кінці XVI ст. князі Жижемські прийняли католицизм.

### Доля роду
Князі Жижемські володіли Жижмою (Лідський і Ошмянський повіти Віленського воєводства) до 1630-х рр. Пізніше, в основному, володіли невеликими маєтками біля Мінська.
Після поділів Речі Посполитої землі Великого Князівства Литовського потрапили до складу Російської імперії. Князі Жижемські, як і вся білоруська шляхта пережили «розбір шляхти», і повинні була доводити своє благородне походження російській владі. Деяким представникам шляхетного роду Жижемських встановлений режим Російської імперії відмовив у визнанні за ними звання російського дворянства. Інші представники роду були визнані в російському дворянстві без княжого титулу, та внесені до VI частини дворянської родовідної книги Мінської губернії.
Відомо про дворян Віленської губернії з цього роду: Жижемського Людвіга (35 років на 1867 р.) та Жижемського Тита (25 років на 1867 р.), які брали участь у повстанні проти Росії, за що були в 1865 р. заслані до Сибіру, а в 1867 р. повернулися у Царство Польське.
Жижемські один з найзначніших родів із нині існуючих Рюриковичів, оскільки вони є прямими нащадками детронізованих Великих князів Смоленських. Ще один рід, князі Шуйські, є прямими нащадками Великих князів Нижньогородсько-Суздальського великого князівства. Всі інші Рюриковичі походять від удільних та служивих князів.

## Родовідна схема
```
Святослав Іванович, † битва на Вехрі 29 квітня 
1386
 р.
Великий князь Смоленський з 
1359
 р.
├─>
Гліб Святославович (князь смоленський)
, † битва на Ворсклі 12 серпня 
1399
 р.
│  Великий князь Смоленський (
1392
—
1395
 рр.).
│  Отримав в Великому князівстві Литовському 
уділ
 
Полонне

│  └─>Дмитро Глібович, † після 
1433
 р.
│     Отримав у 
1433
 р. вотчину 
маєток
 
Жижма

│     ├─>
Іван Дмитрович Жижемський
 «Манько»/«Манч» 
князь
 Смоленський,
│     │  XIX коліно від Рюрика
│     │  Володів маєтком Жижма
│     │  ├─>Михайло «Манчич» / князь 
Михайло Іванович Жижемський
, † раніше 
1528
 р.,
│     │  │  XX коліно від Рюрика
│     │  │  х1 N. (? княжна Путивльська)
│     │  │  х2 княжна Ганна Михайлівна 
Мошковська

│     │  │  ├─>Ганна Михайлівна
│     │  │  │  х1 Неміра.
│     │  │  │  х2 князь 
Федір Іванович Корецький

│     │  │  ├─>
Жижемський Дмитро Михайлович

│     │  │  │  Виїхав у 
1508
 р. у Велике князівство Московське
│     │  │  │  Збудував у 
1544
 р. місто 
Деділово
 на ріці 
Шиворонь

│     │  │  │  └─>Олександр Дмитрович
│     │  │  │     Вбитий у поході на 
Казань
 у 
1552
 р.
│     │  │  ├─>
Василь Михайлович Жижемський

│     │  │  │  Виїхав у 
1508
 р. разом з дітьми у Велике князівство Московське
│     │  │  │  ├─>
Михайло Васильович
, † після 
1567
 р.
│     │  │  │  └─>Петро Васильович
│     │  │  │     Повернувся у Велике князівство Литовське.
│     │  │  │     Великокнязівський дворянин (1567 р.)
│     │  │  ├─>Данілей Михайлович, †
1554
-
1558
 р.
│     │  │  │  х Богдана Сидорівна, дочка Великокнязівського дворянина
│     │  │  │  │ Сидора Левковича
│     │  │  │  ├─>
Семен Данилович Жижемський

│     │  │  │  │  Виїхав у Велике князівство Московське
│     │  │  │  ├─>Андрій Данилович, † після 
1589
 р.
│     │  │  │  │  └─>Олександр Андрійович, †
Кобринь
 
1595
.10.24, вбитий
│     │  │  │  │     х Марія Гостомська
│     │  │  │  ├─>Пилип Данилович
│     │  │  │  │  х N. Орда
│     │  │  │  ├─>Софія Данилівна
│     │  │  │  │  х 
Василь Матвійович Тяпинський
[
8
]
.
│     │  │  │  │    Перекладач і видавець "Євангелія" на 
білоруській мові
.
│     │  │  │  └─>Катерина Данилівна
│     │  │  │     х 
Василь Михайлович Скіпор

│     │  │  ├─>Настася Михайлівна, † після 
1552
 р.
│     │  │  │  х князь Володимир Богданович 
Глинський
-Путивльський
│     │  │  ├─>Тимофій Михайлович, †
1532
-
1542
 р.
│     │  │  │  Великокнязівський дворянин (
1532
 р.)
│     │  │  │  х1 N.
│     │  │  │  х2 Ганна Йосипівна Тризна
│     │  │  │  └─>Від нього походить нині існуючий рід 
князів Жижемських

│     │  │  └─>Богдан Михайлович, †
1532
-
1542
 р.
│     │  │     Великокнязівський дворянин (
1532
 р.)
│     │  │     └─>Петро Богданович, †
1551
 р.
│     │  │        х Полонея Бердовська
│     │  └─>
Іван Іванович Жижемський
 «Манчич» 
князь
 Смоленський,
│     │      XX коліно від Рюрика 
│     └─>Іван Дмитрович «Шах»
│        ├─>
Андрій Іванович Шахович

│        │  └─>Нащадки — князі 
Соломирецькі

│        └─>Юрій Іванович «Коркодин»
│           └─>Нащадки — князі Коркодінови (Рюриковичі)
├─>Юрій Святославович, † 14 вересня 
1407
 р.
│  Великій князь Смоленський (
1386
—
1392
 рр., повторно 
1401
—
1404
) рр.
│  х донька Великого князя Рязанського Олега Івановича
│  ├─>Федір, † 
1420
 р.
│  │  Згадується в 
1404
 р. Намісник 
Порхова
 (
1412
 р.)
│  └─>Анастасія
│     х 1400 р. Юрій Дмитрович князь Звенигородсько-Галицький
├─>Олександр Святославович «Дашек», †
1408
 р.
│  └─>Нащадки — князі 
Дашкови

├─>Іван Святославович
│  └─>Нащадки — князі 
Порховські

├─>Василь Святославович
│  └─>Дмитро Васильович «Кропотка»
│     └─>Нащадки — князі 
Кропоткіни

├─>Уляна
│  х1 князь 
Василь Михайлович Нарімонтович
, †
1390
 р.
│     «Пан» Мстиславський (
1352
 р.). Князь Пінський (
1355
 р.)
│  х2 
Монивид

├─>Агрипина
│  х князь 
Іван Ольгимонтович Гольшанський
, † після 
1401
 р.
├─>Ганна Святославівна (дружина Вітовта), † 31 липня 
1418
 р.
│  х 
Вітовт
, *
1354
/
5
 р., † 27 жовтня 
1430
 р.
│    
Великий князь Литовський
 (
1392
—
1430
 рр.)
└─>Н. (донька)
   х князь 
Борис Михайлович Кашинський
```